# Marathon d'Eindhoven

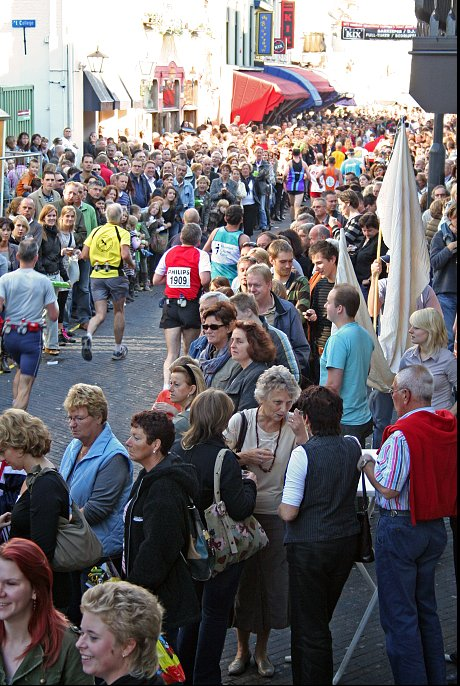
Foule et coureurs au Marathon d'Eindhoven 2007.

Le Marathon d'Eindhoven est une épreuve de course à pied sur route de 42,195 km se déroulant à Eindhoven, aux Pays-Bas. 

## Vainqueurs
| Année     | Hommes                                           | Pays                                             | Temps                                            | Femmes                                           | Pays                                             | Temps                                            |                 |
| --------- | ------------------------------------------------ | ------------------------------------------------ | ------------------------------------------------ | ------------------------------------------------ | ------------------------------------------------ | ------------------------------------------------ | --------------- |
| 2023      | Kenneth Kipkemoi                                 | Kenya                                            | 2 h 04 min 52 s                                  | Chloé Herbiet                                    | Belgique                                         | 2 h 27 min 54 s                                  |                 |
| 2022      | Pius Karanja                                     | Kenya                                            | 2 h 06 min 55 s                                  | Paskalia Chepkogei                               | Kenya                                            | 2 h 22 min 47 s                                  |                 |
| 2021      | Silas Too                                        | Kenya                                            | 2 h 06 min 32 s                                  | Bregje Smits                                     | Pays-Bas                                         | 2 h 48 min 08 s                                  |                 |
| 2020      | Non disputé en raison de la pandémie de Covid-19 | Non disputé en raison de la pandémie de Covid-19 | Non disputé en raison de la pandémie de Covid-19 | Non disputé en raison de la pandémie de Covid-19 | Non disputé en raison de la pandémie de Covid-19 | Non disputé en raison de la pandémie de Covid-19 |                 |
| 2019      | Laban Mutai                                      | Kenya                                            | 2 h 06 min 40 s                                  | Betty Chepleting                                 | Kenya                                            | 2 h 28 min 43 s                                  |                 |
| 2018      | Elisha Kipchirchir                               | Kenya                                            | 2 h 07 min 32 s                                  | Nina Lauwaert                                    | Belgique                                         | 2 h 30 min 24 s                                  |                 |
| 2017      | Festus Talam                                     | Kenya                                            | 2 h 06 min 13 s                                  | Eunice Jeptoo                                    | Kenya                                            | 2 h 26 min 13 s                                  |                 |
| 2016      | Festus Talam                                     | Kenya                                            | 2 h 06 min 26 s                                  | Truphena Chepchirchir                            | Kenya                                            | 2 h 30 min 32 s                                  |                 |
| 2015      | Stephen Chebogut                                 | Kenya                                            | 2 h 05 min 52 s                                  | Els Rens                                         | Belgique                                         | 2 h 38 min 16 s                                  |                 |
| 2014      | Tilahun Regassa                                  | Éthiopie                                         | 2 h 06 min 21 s                                  | Iwona Lewandowska                                | Pologne                                          | 2 h 28 min 33 s                                  |                 |
| 2013      | Yemane Tsegay                                    | Éthiopie                                         | 2 h 09 min 11 s                                  | Ruth Wanjiru                                     | Kenya                                            | 2 h 34 min 48 s                                  |                 |
| 2012      | Dickson Chumba                                   | Kenya                                            | 2 h 05 min 46 s                                  | Aberume Mekuria                                  | Éthiopie                                         | 2 h 27 min 20 s                                  |                 |
| 2011      | Jafred Chirchir Kipchumba                        | Kenya                                            | 2 h 05 min 48 s                                  | Georgina Rono                                    | Kenya                                            | 2 h 24 min 33 s                                  |                 |
| 2010      | Charles Kamathi                                  | Kenya                                            | 2 h 07 min 38 s                                  | Atsede Habtamu                                   | Éthiopie                                         | 2 h 25 min 35 s                                  |                 |
| 2009      | Geoffrey Mutai                                   | Kenya                                            | 2 h 07 min 01 s                                  | Beata Naigambo                                   | Namibie                                          | 2 h 31 min 01 s                                  |                 |
| 2008      | Geoffrey Mutai                                   | Kenya                                            | 2 h 07 min 49 s                                  | Lydia Kurgat                                     | Kenya                                            | 2 h 33 min 39 s                                  |                 |
| 2007      | Philip Singoei                                   | Kenya                                            | 2 h 07 min 57 s                                  | Lydia Kurgat                                     | Kenya                                            | 2 h 39 min 21 s                                  |                 |
| 2006      | Philip Singoei                                   | Kenya                                            | 2 h 08 min 18 s                                  | Agnes Hijman                                     | Pays-Bas                                         | 2 h 54 min 36 s                                  |                 |
| 2005      | Boniface Usisivu                                 | Kenya                                            | 2 h 08 min 45 s                                  | Tatjana Perepelkina                              | Russie                                           | 2 h 38 min 27 s                                  |                 |
| 2004      | Willy Cheruiyot                                  | Kenya                                            | 2 h 09 min 20 s                                  | Annelieke van der Sluijs                         | Pays-Bas                                         | 2 h 37 min 33 s                                  |                 |
| 2003      | Willy Cheruiyot                                  | Kenya                                            | 2 h 09 min 05 s                                  | Vivian Ruijters                                  | Pays-Bas                                         | 2 h 36 min 36 s                                  |                 |
| 2002      | Willy Cheruiyot                                  | Kenya                                            | 2 h 10 min 12 s                                  | Marleen van Reusel                               | Belgique                                         | 2 h 54 min 23 s                                  |                 |
| 2001      | Samuel Tangus                                    | Kenya                                            | 2 h 12 min 47 s                                  | Valentina Poltavskaya                            | Russie                                           | 2 h 54 min 30 s                                  |                 |
| 2000      | Willy Cheruiyot                                  | Kenya                                            | 2 h 09 min 55 s                                  | Wilma van Onna                                   | Pays-Bas                                         | 2 h 39 min 55 s                                  |                 |
| 1999      | David Ngetich                                    | Kenya                                            | 2 h 09 min 24 s                                  | Nadezhda Wijenberg                               | Pays-Bas                                         | 2 h 28 min 45 s                                  |                 |
| 1998      | Grzegorz Gajdus                                  | Pologne                                          | 2 h 10 min 51 s                                  | Simona Staicu                                    | Roumanie                                         | 2 h 36 min 05 s                                  |                 |
| 1997      | John Kiprono                                     | Kenya                                            | 2 h 11 min 51 s                                  | Mieke Hombergen                                  | Pays-Bas                                         | 2 h 36 min 14 s                                  |                 |
| 1996      | Tumo Turbo                                       | Éthiopie                                         | 2 h 11 min 26 s                                  | Simona Staicu                                    | Roumanie                                         | 2 h 37 min 47 s                                  |                 |
| 1995      | Pyotro Sarafinyuk                                | Ukraine                                          | 2 h 16 min 40 s                                  | Carla Beurskens                                  | Pays-Bas                                         | 2 h 35 min 16 s                                  |                 |
| 1994      | Aiduna Aitnafa                                   | Éthiopie                                         | 2 h 11 min 37 s                                  | Jeanne Jansen                                    | Pays-Bas                                         | 2 h 45 min 03 s                                  |                 |
| 1993      | Mohamed Kamel Selmi                              | Algérie                                          | 2 h 12 min 47 s                                  | Liesbeth van Ast                                 | Pays-Bas                                         | 2 h 40 min 57 s                                  |                 |
| 1992      | Andy Green                                       | Angleterre                                       | 2 h 15 min 09 s                                  | Adriana Andrescu                                 | Roumanie                                         | 2 h 37 min 18 s                                  |                 |
| 1991      | Vladimir Kotov                                   | Biélorussie                                      | 2 h 14 min 03 s                                  | Mieke Hombergen                                  | Pays-Bas                                         | 2 h 46 min 28 s                                  |                 |
| 1990      | John Vermeule                                    | Pays-Bas                                         | 2 h 15 min 03 s                                  | Mieke Hombergen                                  | Pays-Bas                                         | 2 h 44 min 59 s                                  |                 |
| 1988      | Jean-Pierre Paumen                               | Belgique                                         | 2 h 14 min 54 s                                  | Heather MacDuff                                  | Angleterre                                       | 2 h 34 min 26 s                                  |                 |
| 1986      | Kim Reynierse                                    | Pays-Bas                                         | 2 h 15 min 13 s                                  | Heather MacDuff                                  | Angleterre                                       | 2 h 55 min 39 s                                  |                 |
| 1984      | Harrie Driessen                                  | Pays-Bas                                         | 2 h 22 min 17 s                                  | Annelies van Dijk                                | Pays-Bas                                         | 3 h 12 min 13 s                                  |                 |
| 1982      | Lucien Rottiers                                  | Belgique                                         | 2 h 16 min 27 s                                  | Ann Rindt                                        | Pays-Bas                                         | 2 h 59 min 07 s                                  |                 |
| 1961–1981 | Pas de marathon                                  | Pas de marathon                                  | Pas de marathon                                  | Pas de marathon                                  | Pas de marathon                                  | Pas de marathon                                  | Pas de marathon |
| 1960      | Frans Künen                                      | Pays-Bas                                         | 2 h 26 min 07 s                                  | —                                                | —                                                | —                                                |                 |
| 1959      | Fritz Schöning                                   | Allemagne de l'Ouest                             | 2 h 45 min 05 s                                  | —                                                | —                                                | —                                                |                 |